# Manuel Morales Cámara
Manuel Morales Cámara (Villanueva de los Infantes (Ciudad Real), 28 de setembre de 1825 - Barcelona, 1903) va ser un industrial xarolista establert a l'antic poble de les Corts. Va ser alcalde entre 1868 i 1871 en guanyar les primeres eleccions per sufragi universal. En el seu mandat va afavorir les infraestructures de la barriada del Camp de la Creu. Posteriorment,el 22 de febrer de 1872 l'Ajuntament el va nomenar secretari de la Corporació. També va formar part de la Comissió Permanent de la "Asociación y Montepío del Secretariado Municipal de la Provincia de Barcelona" amb el càrrec de dipositari.